# Радюковский сельсовет
Радюковский сельсовет (бел. Радзюкоўскі сельсавет) — административная единица на территории Шарковщинского района Витебской области Республики Беларусь. Административный центр — агрогородок Радюки.

## История
Решением Щарковщинского районного Совета депутатов от 26 января 2022 г. № 223 "Об упразднении сельских населённых пунктов Щарковщинского района" хутор Киселевка упразднён.

## Состав
Радюковский сельсовет включает 31 населённый пункт:
- Адамово — деревня
- Александрово — деревня
- Антоново — деревня
- Балбеки — деревня
- Беляи — деревня
- Болкалы — деревня
- Болтрамеи — деревня
- Бондары Старые — деревня
- Бондары-Туловские — деревня
- Бритики — хутор
- Буки — деревня
- Выторки — хутор
- Дулино — деревня
- Жовница — деревня
- Заозерцы — деревня
- Иванские — деревня
- Клёны — хутор
- Козловщина — хутор
- Королиново — хутор
- Лядники — деревня
- Марки — деревня
- Малонка-Моссарская — хутор
- Пашки — деревня
- Полелейки — деревня
- Радюки — агрогородок
- Ружамполь — хутор
- Савицкие — деревня
- Саутки — деревня
- Тулово — хутор
- Хвостово — хутор
- Шкунтики — деревня

Упразднённые населённые пункты на территории сельсовета:
- Киселевка — хутор

- Молонка-Козловская — хутор
- Петруново — хутор
- Скураты — хутор